# Armeegruppe Weichs
L'Armeegruppe Weichs (en français : « groupe d'armée Weichs ») était une unité de la Heer (armée de terre) de la Wehrmacht, formée en juin 1942 à partir de l'équipe dirigeante de la 2. Armee.

## Organisation

### Commandant
| Date                     | Grade         | Commandant                                        |
| ------------------------ | ------------- | ------------------------------------------------- |
| juin 1942 - juillet 1942 | Generaloberst | Maximilian Freiherr von und zu Weichs an der Glon |

## Zones d'opérations
- Front de l'Est : juin 1942 - juillet 1942

## Ordre de bataille
juin 1942 - juillet 1942
- 2. Armee
- 2e armée hongroise
- 4. Panzer-Armee